# 週刊有線カウントダウン
『週刊有線カウントダウン』（しゅうかんゆうせんカウントダウン）とは、TBSラジオにて1994年4月11日から2000年10月1日まで放送された音楽番組である。パーソナリティは元TBSアナウンサーの小島一慶。

## 概要
1979年から1988年のナイターオフ期に放送された『ザ・ヒットパレード 有線放送ベストテン』の後継番組として開始。
有線放送会社のキャンシステムが行うリクエストチャートを紹介していた。なお、1995年以降のナイターオフ期には『ザ・ヒットパレード 週刊有線カウントダウン』のタイトルで、20時台のみJRN系列各局にもネットされていた。パーソナリティーは小島であるが、ザ・ヒットパレード末期時代には武方直己と1週交代する形にて担当していた。
当初は通年2時間の放送となっていたが、後にナイターシーズンは1時間→30分または40分と時間が短縮されていったため、紹介される順位も変更された。また、日曜夜に放送されていた時期はプロ野球中継の延長によりたびたび放送休止になる事もあった。

## 放送時間
ナイターイン期（週刊有線カウントダウン）
- 1994年4月 - 1994年9月、1995年4月 - 1995年9月　月曜18:00〜20:00
- 1996年4月 - 1996年9月　月曜18:00〜19:00
- 1997年4月 - 1997年9月　月曜18:00〜18:30
- 1998年4月 - 1998年9月、2000年4月 - 2000年9月　日曜21:15〜21:55
- 1999年4月 - 1999年9月　日曜21:15〜21:45

ナイターオフ期（ザ・ヒットパレード　週刊有線カウントダウン）
- 1994年10月 - 1995年3月　月曜19:00〜21:00
- 1995年10月 - 1996年3月　火曜19:00〜21:00
- 1996年10月 - 1997年3月　金曜19:00〜21:00
- 1997年10月 - 1998年3月　月曜20:00〜22:00
- 1998年10月 - 1999年3月、1999年10月 - 2000年3月　火曜20:00〜22:00